# Kleine Schnabelmuschel
Die Kleine Schnabelmuschel (Nuculana minuta) ist eine Muschel-Art aus der Familie der Nuculanidae (Ordnung Nuculanida) in der Unterklasse Protobranchia.

## Merkmale
Das gleichklappige, mäßig aufgeblähte Gehäuse ist länglich-eiförmig und läuft hinten schnabelförmig (Rostrum genannt) aus. Das Rostrum ist hinten gerade abgestutzt. Der Wirbel sitzt deutlich vor der Mitte, d. h. der hintere Gehäuseteil ist etwa doppelt so lang wie das vordere Teil des Gehäuses. Das Gehäuse wird bis etwa 20 mm lang. Der vordere Dorsalrand ist gerundet und fällt zum gut gerundeten Vorderende hin ab. Der hintere Dorsalrand ist leicht konkav gewölbt, auch der hintere Ventralrand ist leicht konkav gekrümmt. Vom Wirbel geht ein gut markierter Rücken aus. Der Rand ist glatt. Nuculana minuta hat kurze verwachsene Siphonen und daher eine leicht eingebuchtete Mantellinie.
Der Schlossrand ist nur schwach gebogen oder flach gewinkelt, der Winkel bzw. der Bogen befindet sich unter dem Wirbel und dem Ligament. Der vordere Teil der Schlossplatte ist leicht konvex gewölbt; nahe dem Wirbel schmal und zum Vorderende breiter werdend. Die hintere Teil ist lang und leicht konkav gewölbt. Im vorderen Teil des taxodonten Schlosses stehen 15 bis 18 zur Schlossmitte abgewinkelten, gleichförmige Zähnchen, im hinteren Teil des Schlosses sind es 18 bis 20 Zähnchen, die ebenfalls zur Schlossmitte hin gewinkelt sind. Die Area ist kurz und nur undeutlich markiert. Die Lunula ist lang und lanzettförmig. Das intern gelegene Ligament ist opisthodet, gerundet dreieckig in einem Resilifer.
Die Oberfläche des Gehäuses weist beim erwachsenen Tier bis etwa 30 grobe, konzentrische Rippen auf, die zum Rand hin meist noch deutlicher hervor treten. Sie werden von sehr feinen, radialen Linien gekreuzt. Das Periostracum ist grünlich bis graugelb, gelegentlich mit orangefarbenen oder braunen Bändern; es blättert leicht ab. Die Oberfläche ist matt oder nur schwach glänzend. Gelegentlich sind die Gehäuseoberflächen auch mit Manganablagerungen bedeckt oder auch nur gefleckt. Die weißliche Schale ist dünn und spröde.

## Ähnliche Art
Die Große Schnabelmuschel (Nuculana pernula) ist im Durchschnitt etwas größer und auch etwas schlanker als Nuculana minuta.

## Geographische Verbreitung und Lebensraum
Die Art kommt im Nordatlantik und im Nordpazifik vor. Im östlichen Nordatlantik dringt sie auch die Nordsee und das Mittelmeer vor. Das Mittelmeer markiert auch die südliche Verbreitungsgrenze. Im Nordpazifik reicht das Verbreitungsgebiet ebenfalls von der Arktis bis nach Japan und Kalifornien im Süden.
Die Kleine Schnabelmuschel lebt dort auf Schlick-, Sand- und Kiesböden von etwa 9 bis in 2000 Meter Wassertiefe.

## Taxonomie
Das Taxon wurde 1776 von Otto Friedrich Müller als Arca minuta in die wissenschaftliche Literatur eingeführt. Das Taxon wurde früher auch zur Gattung Leda Schumacher, 1817 gestellt, ein jüngeres Synonym von Nuculana Link, 1807. Von einigen Autoren wird die Art noch in folgende Unterarten unterteilt:
- Nuculana minuta minuta (O. F. Müller, 1776), die Nominatunterart
- Nuculana minuta angusticauda Scarlato, 1981
- Nuculana minuta grandis Mörch, 1857
- Nuculana minuta magna Petrov, 1982

Das World Register of Marine Species vereinigt alle Unterarten unter der Nominatunterart, d. h. erkennt keine Unterarten an.

## Belege

### Online
- Marine Bivalve Shells of the British Isles: Nuculana minuta (Müller, 1776) (Website des National Museum Wales, Department of Natural Sciences, Cardiff)